# Asedio de Kut
El asedio de Kut fue un cerco de la población iraquí homónima, ocupada por tropas británicas, que concluyó con la capitulación de estas ante los sitiadores otomanos en 1916, durante la Primera Guerra Mundial.

## Antecedentes
Nureddin Bajá había derrotado a los británicos en la batalla de Ctesifonte y les había obligado a replegarse a Kut. La 6.ª División británica, al mando del general Charles Townshend había quedado cercada en esta población.

## Cerco

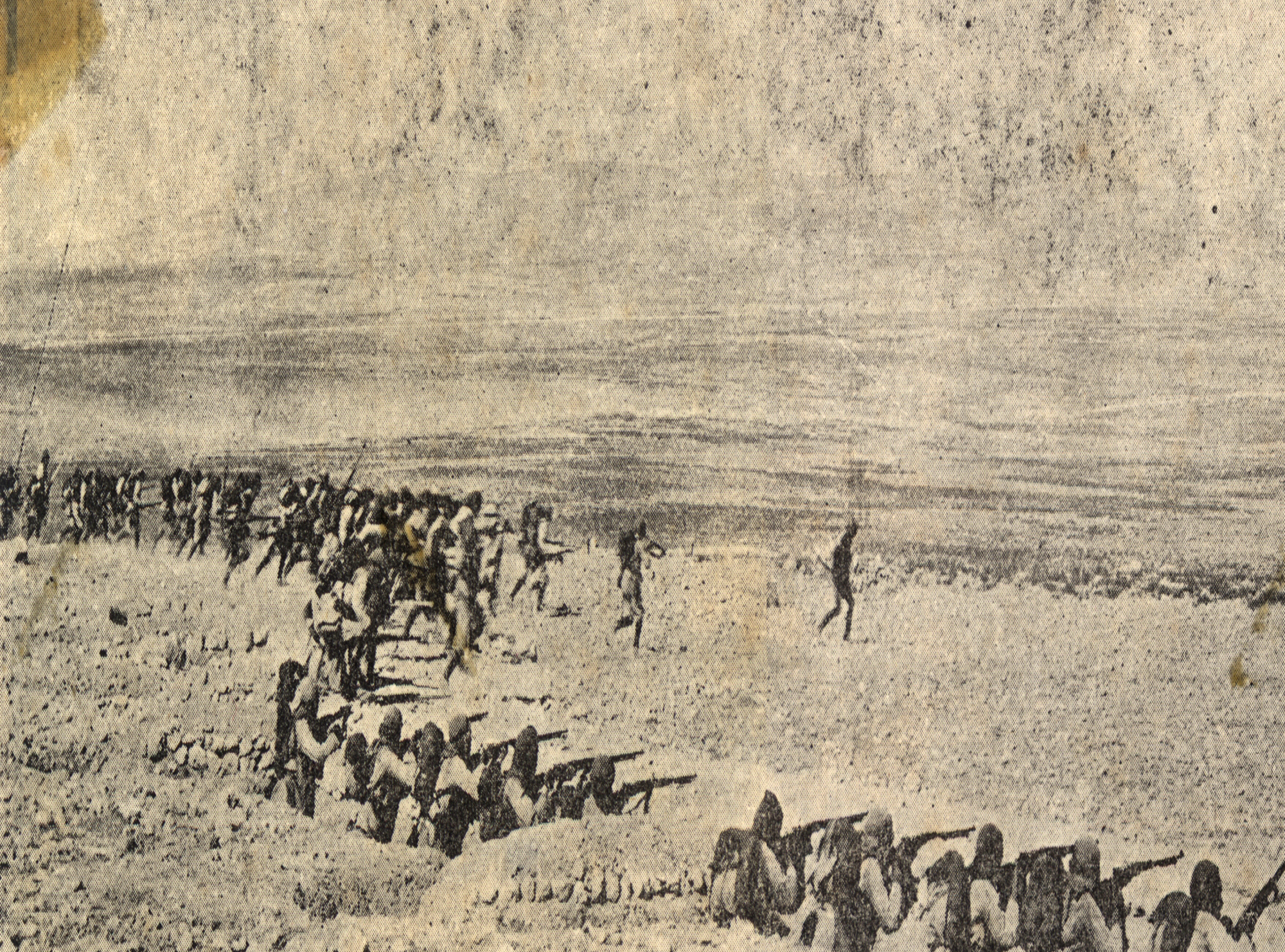
Tropas otomanas del 6.ª Ejército en el cerco de Kut.

El 6.º Ejército de Nureddin recibió refuerzos del 3.º, aunque tuvo que disolver una de sus divisiones por falta de soldados. Al tiempo, los británicos aprestaban un grupo para socorrer la plaza. Los sitiados podían comunicarse con este mediante telégrafo y por el río. Para desbaratar el auxilio de Kut, el bajá dividió sus fuerzas en dos: el XVIII Cuerpo de Ejército, que formaban las divisiones 45.ª y 51.ª de infantería, rodeaban a Townshend, mientras que el XIII Cuerpo, compuesto por las divisiones 35.ª y 52.ª, cortaban el paso a la columna británica de socorro, que se hallaba unos treinta kilómetros aguas abajo de Kut.

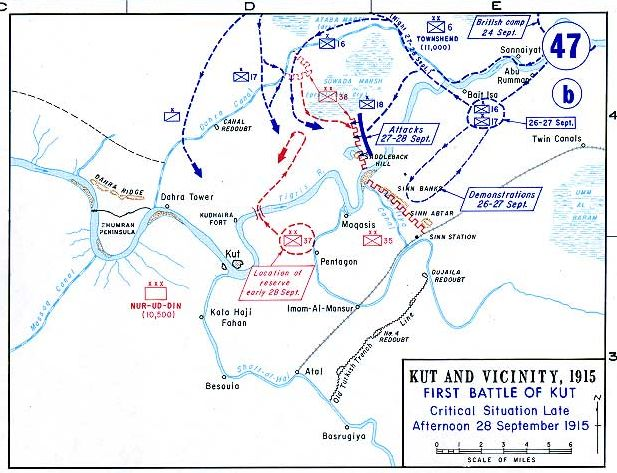
Principales maniobras durante el cerco de Kut, entre diciembre de 1916 y abril de 1916.

Los británicos comenzaron a hostigar a las divisiones otomanas que les impedían avanzar a principios de enero. Estas se hallaban bien atrincheradas, y los sucesivos asaltos británicos no pudieron hacer mella en sus defensas. El 20 de enero y pese a haber logrado detener el socorro británico, Enver Bajá relevó del mando a Nureddin y se lo encomendó al coronel Halil Bey. El mando teórico de las operaciones, así como el de los frentes mesopotámico y persa, lo ostentaba el mariscal alemán Colmar von der Goltz, si bien eran los oficiales otomanos quienes las dirigían en la práctica. Los otomanos decidieron rendir la plaza por hambre, y se limitaron a hostigarla para agotar a las fuerzas cercadas. En febrero la situación de los británicos empeoró notablemente: los otomanos recibieron una nueva división y redoblaron los bombardeos, mientras que ellos tuvieron que reducir las raciones de alimentos, que escaseaban cada vez más.
El debilitamiento de los cercados hizo que los otomanos pudiesen retirar del asedio algunas unidades y enviarlas a desbaratar los repetidos intentos de avanzar de la columna de rescate, que durante marzo trató infructuosamente de quebrar las líneas enemigas. El ataque principal se acometió entre el 17 y el 18 de abril, cuando tres divisiones británicas asaltaron en vano las líneas otomanas. Ante la imposibilidad de recibir auxilio, Townshend entabló negociaciones para capitular el 27 del mes. Para entonces tanto los soldados como la población de Kut sufrían hambre. Halil Bey impuso la rendición incondicional de los británicos, que Townshend finalmente aceptó. Tras destruir su armamento, los restos de la división británico rindieron la plaza el 29 de abril.

## Consecuencias

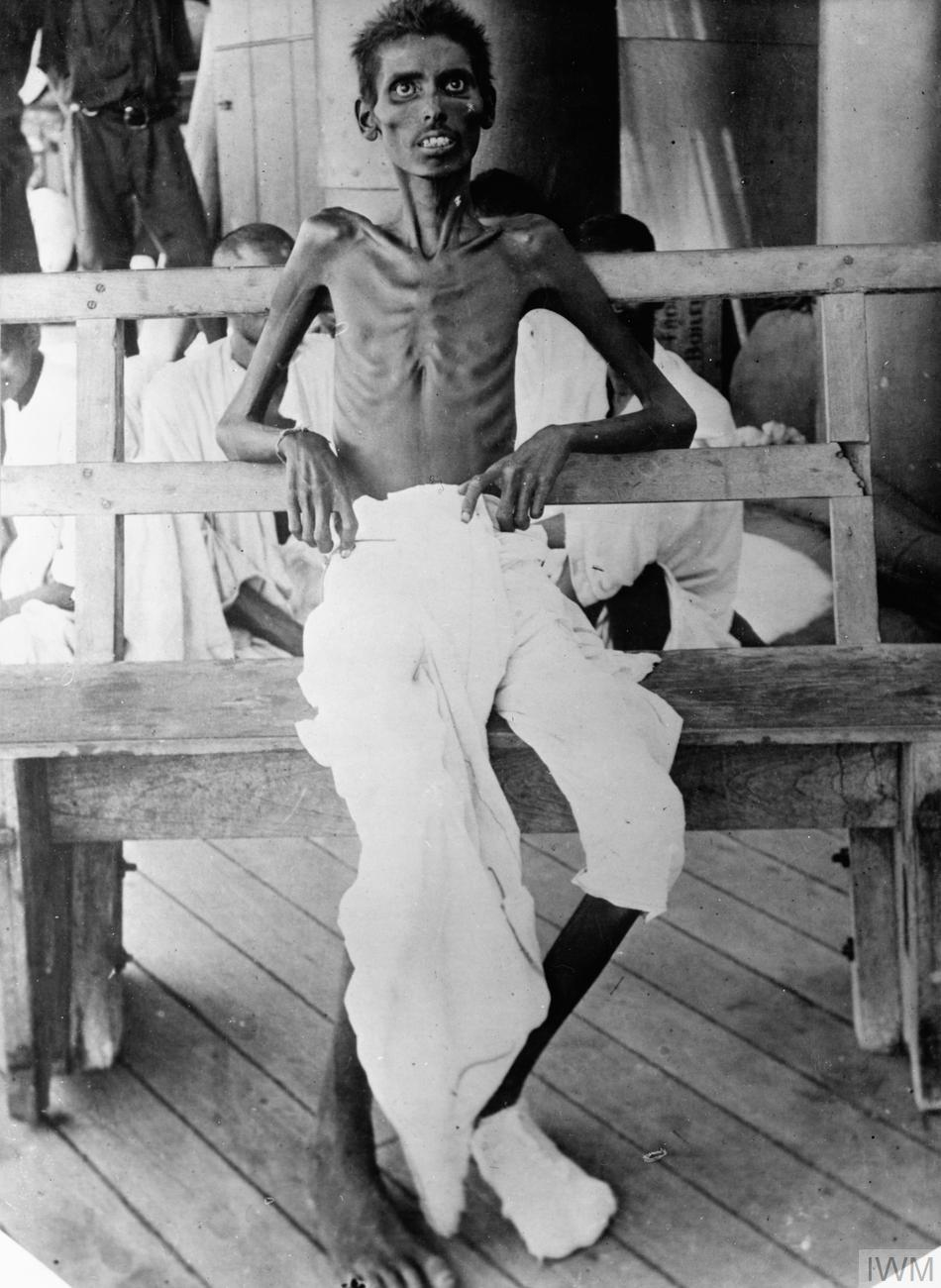
soldado indio desnutrido tras el fin del asedio

La capitulación británica fue la mayor de la historia del Reino Unido entre 1783 y 1942. Con Townshend se rindieron 13 309 soldados, entre indios y británicos de la metrópoli. Más de cuatro mil de ellos fallecieron en cautividad. Más de mil de ellos fueron intercambiados por prisioneros otomanos. Halil recibió el título de pachá en recompensa por la victoria.
La batalla agotó temporalmente a los dos bandos y los combates cesaron en este frente hasta diciembre de 1916, cuando los británicos reanudaron el avance hacia el norte a lo largo del Tigris.